# إيزابيلا من قشتالة (دوقة يورك)
إيزابيلا القشتالية (1355 - 23 ديسمبر 1392) هي ابنة بيدرو ملك قشتالة وماريا دي باديلا، أصبحت دوقة يورك بعد زواجها من إدموند لانغلي دوق يورك الأول.

## السنوات الأولى
ولدت إيزابيلا في قشتالة وترعرعت مع شقيقتها الكبرى كونستانس في كنف والدها بحيث والدتها ماريا توفيت في 1361، قُتل والداها أيضا في 1369، ثم شقيقتها الكبرى كونستانس تزوجت في روكفور بالقرب من بوردو في 21 ديسمبر 1371 من جون غونت هو الابن الرابع لـ إدوارد الثالث ملك إنجلترا وفيليبا من هينو، وبذلك رافقت أخته إلى إنجلترا، بعد أن سقطت قشتالة في يد عمها إنريكي الثاني قاتل والدهما، وفي 11 يوليو 1372 عندما كانت في العمر السابع عشر تزوجت من إدموند لانغلي هو شقيق الأصغر لـ دوق لانكاستر، وكجزء من التحالف بين الأسر الحاكمة لتعزيز المطالبة بالعرش القشتالي، وعاشت معه حتى وفاتها في 1392، وبعدها تزوج من ابنة عمه جوان هولندا.

## الذرية
ذرية إيزابيلا وإدموند:-
- - إدوارد من نورويتش دوق يورك الثاني (قتل في معركة أجينكور).
  - ريتشارد كونسبيرغ، إيرل كامبريدج الثالث (أعدم بسبب خيانة الملك هنري الخامس)، ومن ذريته:-
    - ريتشارد دوق يورك الثالث تزوج سيسلي نيفيل وهو والد:-
      - إدوارد الرابع تزوج من إليزابيث وودفيل ومن أبناءهم:-
        - إليزابيث ملكة إنجلترا بزواجها هنري السابع ومن أبنائهم:-
          - آرثر أمير ويلز.
          - هنري الثامن ملك إنجلترا.
          - مارغريت ملكة إسكتلندا.
          - ماري ملكة فرنسا.

        - إدوارد الخامس ملك إنجلترا.
        - ريتشارد دوق يورك الخامس.

      - جورج دوق كلارنس الأول وهو والد:-
        - مارغريت بولي.

      - ريتشارد الثالث ملك إنجلترا تزوج من آن نيفيل وهو والد:-
        -  إدوارد من مديلهام.

  -  كونستانس: تزوجت من توماس لو ديسبنسر، لهم ذرية ومن أحفادها آن زوجة ريتشارد الثالث، وكما لها ابنة غير شرعية.